# Kenebri
Kenebri är en ort i Australien. Den ligger i kommunen Warrumbungle Shire och delstaten New South Wales, i den sydöstra delen av landet, omkring 400 kilometer nordväst om delstatshuvudstaden Sydney. Antalet invånare är 140.
Trakten runt Kenebri är nära nog obefolkad, med mindre än två invånare per kvadratkilometer.. Närmaste större samhälle är Gwabegar, omkring 19 kilometer norr om Kenebri.
I omgivningarna runt Kenebri växer huvudsakligen savannskog. Genomsnittlig årsnederbörd är 697 millimeter. Den regnigaste månaden är februari, med i genomsnitt 118 mm nederbörd, och den torraste är oktober, med 7 mm nederbörd.